# Mike van Duinen
Mike van Duinen (* 6. November 1991 in Den Haag, Südholland) ist ein niederländischer Fußballspieler. Er steht seit dem Sommer 2022 bei Excelsior Rotterdam unter Vertrag.

## Karriere

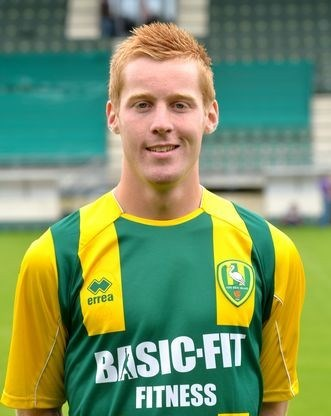
Mike van Duinen im Trikot von ADO Den Haag, 2012

Van Duinen spielte als Kind und Jugendlicher beim Haager Verein SV Die Haghe sowie für den SC Oliveo in Pijnacker. 2009 wechselte er in die Jugend von ADO Den Haag. Für ADO spielte er zunächst in der U-19 und in der Saison 2010/11 in der zweiten Mannschaft Jong ADO sowie in der U-20. Nachdem Stammspieler Lex Immers im März 2011 wegen antisemitischer Gesänge für fünf Begegnungen gesperrt worden war, stieg van Duinen in den Eredivisie-Kader auf. Sein Debüt gab er jedoch erst in den Playoffs, als er im Spiel bei Roda Kerkrade am 22. Mai 2011 in der 83. Minute für Vicento eingewechselt wurde. Auch in der zweiten Playoff-Runde kam er zu einem Kurzeinsatz: beim 5:1-Sieg gegen den FC Groningen gönnte Trainer John van den Brom dem dreifachen Torschützen Jens Toornstra in der Nachspielzeit einen Extraapplaus und schickte van Duinen für ihn aufs Feld. Sein Ligadebüt gab van Duinen am zweiten Spieltag der Saison 2011/12, am 14. August 2011, erneut gegen Groningen. Bei der 2:4-Niederlage spielte er über die komplette Zeit und erzielte seinen ersten Ligatreffer. Am 3. Juli 2015 unterschrieb er einen Vierjahresvertrag bei Fortuna Düsseldorf. Zu seinem Pflichtspieldebüt für die Fortuna und in der 2. Bundesliga kam van Duinen, als er am ersten Spieltag eingewechselt wurde. Zu seinem einzigen Pflichtspieltreffer für die erste Mannschaft von Fortuna kam van Duinen am 7. Spieltag beim Auswärtsspiel der Düsseldorfer in Bochum. Ende Januar 2016 wechselte er auf Leihbasis bis zum Ende der Saison 2015/16 zum niederländischen Verein Roda Kerkrade. Am 31. August 2016 löste er seinen Vertrag in Düsseldorf auf und unterschrieb einen Dreijahresvertrag bei Excelsior Rotterdam. Nach zwei dieser drei Jahre verließ er Rotterdam und wechselte zu PEC Zwolle. In Zwolle verbrachte der Stürmer drei Jahre, bevor er sich im Juli 2021 OFI Kreta anschloss. Auch dort war er nur eine Saison aktiv und wechselte anschließend wieder zurück in die Heimat zu seinem ehemaligen Verein, dem Erstligisten Excelsior Rotterdam.